# Torrentoso
Torrentoso es una localidad chilena en el valle del río Manso, en la comuna de Cochamó, región de Los Lagos.
Se encuentra a 24 km del sector El Manso y a 36 km de Punta Maldonado.

## Turismo
En los alrededores existen restos arqueológicos y pinturas rupestres, además se puede visitar el lago Vidal Gormaz. En sus proximidades se encuentra el paso internacional río Manso que permite acceder a las localidades argentinas de Lago Puelo, El Bolsón y el parque nacional Lago Puelo.
La localidad de Torrentoso se accede a la confluencia de los ríos Los Morros y Torrentoso.

## Accesibilidad y transporte
Esta localidad rural cuenta con un aeródromo.